# Nenad Miloš
Nenad Miloš (Zadar, 13. svibnja 1955.), hrvatski plivač.
Za Jugoslaviju se natjecao na Olimpijskim igrama 1972., a nastupio je u polufinalu na 100 metara leđno. Na OI 1976. i 1980. nastupio je u prednatjecanju na 100 i 200 metara leđnim stilom.
Na Mediteranskim igrama 1971. osvojio je zlatnu medalje na 100 metara leđno i brončanu medalju na 4 x 100 metara, mješovito. Na MI 1975. osvojio je brončane medalje na 100 leđno i u štafeti 4 x 100 metara slobodnim stilom.
Bio je član zagrebačke Mladosti i beogradske Crvene zvezde.
Brat mu je Predrag Miloš, plivač i osvajač medalja na Mediteranskim igrama.